# Konzentrischer Steinkreis
Konzentrische Steinkreise (englisch Multiple Stone Circle) sind prähistorische Anlagen, aus zwei, in Einzelfällen aus drei (Shapbeck-Plantage in Cumbria) oder vier (Yellowmead Down, Devon), ineinander liegenden Ringen großer Steine. Sie sind von den Britischen Inseln in begrenzter Zahl bekannt, kommen aber auch (in abgewandelter Form) auf der Krim in der Ukraine vor. Die nordwesteuropäischen Kreise wurden von der späten Jungstein- bis zur Bronzezeit errichtet. Die Mehrheit datiert wahrscheinlich in die Frühbronzezeit. Die einzelnen Ringe entstanden in der Regel sukzessiv. Die Kreise selbst hatten wahrscheinlich eine ähnliche Funktion wie die einfachen Steinkreise und die Recumbent Stone Circle (RSC).

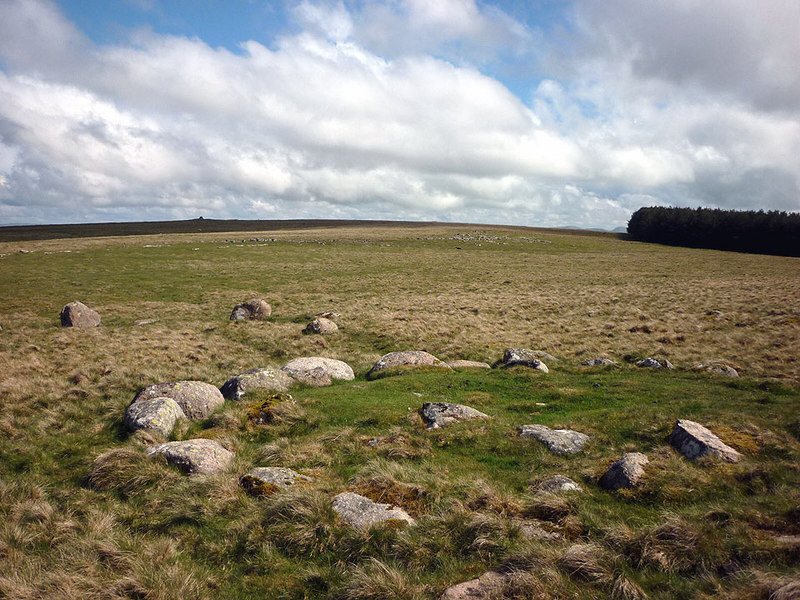
Oddendale

## Forschungsgeschichte
Beschreibungen dieser Kreisart sind seit dem 16. Jahrhundert bekannt. Aubrey Burl schuf in seiner Aufstellung von 1976 die Unterabteilung der konzentrischen Kreise, die John W. Barnatt in der jüngsten Publikation (1987) aber nicht aufgriff. Grabungen fanden an den Anlagen von Avebury, Stonehenge und The Sanctuary (alle in Wiltshire) und am Druid’s Circle nahe Ulverston in Cumbria statt.

## Bauweise
Der Durchmesser der äußeren Ringe schwankt zwischen 20 und 330 Metern. Die Kreise werden aus 20 bis 97 nur selten der Höhe nach geordneten Steinen gebildet. Die oft kleinen, aber auch bis zu vier Meter hohen Steine liegen heute oft umgestürzt am Boden. Sie kommen im Kontext mit Steinreihen, Menhiren oder Umwallungen (Steinkreis von Parkgate) vor. Im Inneren findet sich u. U. ein zentraler Menhir, bzw. Gräber unter einem Stein- oder Erdhügel. Die Steine der inneren Ringe sind stets kleiner, ihre Anzahl ist stets geringer als im äußeren Ring. Ein typischer Vertreter der Gattung ist The Sanctuary in Wiltshire.

## Typologie
Die 15 erhaltenen konzentrischen Anlagen Englands konzentrieren sich in Cumbria, Derbyshire und Wiltshire. In Dartmoor, Devon, North Yorkshire und Somerset findet sich jeweils nur ein (erhaltenes) Objekt. Einzelne Beispiele finden sich in Schottland, auf den Hebriden und in Westirland. Burl definierte aus dieser insgesamt geringen Zahl vier Grundtypen. Da er auch bauliche Unikate wie Park Gate, Stonehenge und „The Sanctuary“ in die Klassifizierung einreihte folgte ihm die Fachwelt weitgehend nicht.
- A: unregelmäßige Doppelkreisanlagen Oddendale, Gunnerkeld und Hird Wood alle in Cumbria.

Der Durchmesser des äußeren Ringes variiert zwischen 19,8 und 103,6 m. Der des inneren Ringes zwischen 7,4 m und 42,7 m. In Avebury sind die Steine 3,4 m bis 4,0 m hoch. Der nördliche Kreis in Avebury zählt 34 Steine.
- B: regelmäßige Doppelkreisanlagen The Sanctuary mit 39,5 m äußerem Durchmesser
- C: Außen umwallte Doppelkreisanlagen; Parkgate in Derbyshire. Der äußere Ring misst 21,3 m in Durchmesser, und der Innere 13,7 m.
- D: seltene konzentrische Anlagen mit drei und vier Ringen. Shapbeck-Plantage in Cumbria ist ein dreifach konzentrischer Kreis. Yellowmead Down und Fourfold in Shovel Down in Dartmoor haben/hatten vier Ringe.

Es gibt abgesehen von der Konzentrizität keine offensichtlichen Gemeinsamkeiten aller Kreise.